# Ян Хаожань
Ян Хаожань (кит.: 杨浩然, нар. 22 лютого  1996) — китайський стрілець, олімпійський чемпіон та бронзовий призер Олімпійських ігор 2020 року, чемпіон світу.

## Виступи на Олімпіадах
| Олімпіада           | Дисципліна                              | Місце |
| ------------------- | --------------------------------------- | ----- |
| Ріо-де-Жанейро 2016 | пневматична гвинтівка, 10 метрів        | 31    |
| Токіо 2020          | пневматична гвинтівка, 10 метрів        | 3     |
| Токіо 2020          | пневматична гвинтівка, 10 метрів, мікст | 1     |

## Зовнішні посилання
- Ян Хаожань — олімпійська статистика на сайті Sports-Reference.com (англ.) (архівна версія)
- Ян Хаожань [Архівовано 25 січня 2021 у Wayback Machine.] на сайті ISSF

1. ↑  https://www.olympedia.org/athletes/133193
2. 1 2  Olympedia — 2006.